# Bataille de Young's Point
Guerre de Sécession
Batailles
Opérations contre Vicksburg
- Coffeeville
- Torpillage de l'USS Cairo
- Raid de Holly Springs
- Chickasaw Bayou
- Arkansas Post
- Yazoo Pass
- Steele's Bayou
- Raid de Grierson
- Newton's Station

- Grand Gulf
- Snyder's Bluff
- Port Gibson
- Raymond
- Jackson
- Champion Hill
- Big Black River Bridge
- Milliken's Bend
- Young's Point
- Lake Providence
- Richmond
- Goodrich's Landing
- Helena
- Vicksburg
- Expédition de Jackson

La bataille de Young's Point s'est déroulée dans la paroisse de Madison, Louisiane, le 7 juin 1863 pendant la guerre de Sécession. Elle a une influence observable sur le cours et la conduite de la campagne de Vicksburg. L'incapacité des confédérés à détruire le dépôt vital de ravitaillement de l'Union de Young's Point et par conséquent à forcer le major général Ulysses S. Grant à relâcher son étreinte sur Vicksburg contribue à la reddition finale de la ville le 4 juillet 1863.

## Contexte
Young's Point, une petite ville sur le fleuve Mississippi, est occupée par l'armée du Tennessee, Union, après la bataille de Chickasaw Bayou les 27-29 décembre 1862. Elle est utilisée comme une base arrière pour la bataille d'Arkansas Post et comme quartier général par le major général Ulysses S. Grant et le XV corps pendant l'hiver 1862-63. Elle est utilisée par l'escadre du fleuve Mississippi de l'amiral David D. Porter comme une station navale avancée pendant ce temps.

## Combat
Alors que les vétérans du brigadier général Henry E. McCulloch (en) de la brigade des Walker's Greyhounds combattent et sont défaits par les troupes inexpérimentées fédérales à Milliken's Bend, leurs compagnons texans de la brigade du brigadier général James M. Hawes (en) marchent contre Young's Point. Pourvus de guides locaux inefficaces et de renseignements erronés, la brigade de Hawes, forte de 1 400 hommes, quitte Richmond (au sud de Tallula) à 19 heures le 6 juin 1863. Le manque de reconnaissance fait perdre à la brigade 17 heures pour marcher sur 18 kilomètres (11 miles), parce que les hommes s'arrêtent pendant quatre heures et demi sur un pont endommagé sur Walnut Bayou, pendant que les éclaireurs recherchent un point de passage convenable. Au lieu d'arriver à l'aube comme prévu, la brigade épuisée atteint les faubourgs de Young's Point à 10 heures 30.
Informé que ses hommes peuvent approcher du camp fédéral au travers des bois, Hawes est stupéfait lorsque ses forces débouchent à découvert sur une plaine à la vue du camp fédéral situé sous Young's Point à près de 2,4 kilomètres (1,5 mile) de là. Alors que les Texans avancent dans les champs, ils voient des renforts fédéraux arriver par transport soutenus par des canonnières. Réalisant que les chances de succès ont disparu, Hawes ordonne à ses troupes de se retirer. Ainsi, les efforts confédérés à Young's Point se terminent par un échec.

## Conséquences
Young's Point est utilisée comme un dépôt de ravitaillement principal de l'Union et de point de débarquement pendant la campagne de Vicksburg.